# Škoda Kushaq
Škoda Kushaq je pětimístné vozidlo vyvinuté českou automobilkou Škoda, které je určené pro indický trh. Svůj název odvozuje od výrazu „Kushak“, který v sanskrtu, jednom z dvaadvaceti úředních jazyků používaných v Indii, označuje „krále“ nebo „vládce“. Pojmenováním tak vůz navazuje na řadu modelů české automobilky začínající písmenem „K“ a končící písmenem „Q“, tedy Kodiaq, Karoq a Kamiq.

## Historie
Začátkem února 2020 se konal v indickém hlavním městě Nové Dillí motoristický veletrh nazvaný Auto Expo. Na něm automobilka Škoda představila svůj koncept pro tamní trh nazvaný Vision IN, který byl součástí takzvaného projektu India 2.0, v němž se Škoda i Volkswagen společně snaží proniknout na indický trh, ale za celý koncern za něj zodpovídá česká automobilka. Volkswagen společně s konceptem Škody prezentoval své malé SUV pojmenované Taigun.
Dne 18. března 2021 měl Kushaq světovou premiéru, čím předstihl i automobilku Volkswagen, a stal se tak prvním sériově vyráběným vozidlem vzešlým z projektu India 2.0. Při uvedení vozidla plánoval výrobce rozšířit do roku 2025 počty jím produkovaných vozů na sto tisíc ročně, čímž by počet vyrobených aut ve srovnání s rokem 2020 zdevítinásobil.

## Podoba automobilu
Vozidlo je postavené na platformě MQB A0 IN, která byla vyvinuta speciálně pro indický trh. Kushaq je obdobně veliký jako v Evropě vyráběný Škoda Kamiq. Oba mají totožný rozvor, a sice 2651 milimetrů. Indický vůz má na délku 4221 milimetrů, šířku 1760 milimetrů a výšku 1612 milimetrů, přičemž jeho světlá výška činí 188 milimetrů. Prostor pro zavazadla má objem 385 litrů. Výslednou podobu auta vytvořila designérka značky Caroline Liehrová za pomoci svých kolegů přímo v Indii.
Vpředu se ve dvou párech nachází světlomety, výrazný nárazník a plastové obložení přecházející na boční straně do obložení výřezů pro kola a pod spodní části dveří. Uvnitř vozidla se nachází prostorná kabina, při jejímž návrhu museli konstruktéři zohlednit skutečnost, že část majitelů vozů v Indii své vozy neřídí sama, ale usadí se na zadní sedadlo a vozidlo si nechají odřídit osobním řidičem. Představitelé automobilky Škoda při uvedení Kushaqu odhadovali, že služeb řidičů bude využívat až patnáct procent majitelů nového vozu. Pro zpříjemnění cestování má vůz ve srovnání s jinými automobily značky Škoda výkonnější klimatizaci, která se vyznačuje výraznějšími otvory v přístrojové desce, díky nimž je do vozidla vháněno až 490 litrů vzduchu za hodinu namísto obvyklých 420. Kushaq má rovněž specificky vyvinutý klakson, neboť je troubení v indickém provozu využíváno výrazně častěji, a klakson navíc vydává i zvláštní zvuk. Jak klakson, tak i vstup sání je navíc v přední části vozu umístěno ve srovnání s jinými modely Škody ve vrchní části, aby se automobil při jízdě ulicemi plných vody během období dešťů neutopil. Ve vrchní části přední palubní desky v interiéru Kushaqu se nachází prohlubeň, do níž si indičtí řidiči odkládají různé amulety, které je mají ochránit od možných nepříjemností, jež by je mohly během cesty potkat.
K pohonu slouží jeden z dvojice benzínových motorů s přímým vstřikováním v systému Twincharged stratified injection (TSI). Jeden z motorů má objem 1,0 litru a výkon 85 kilowatt, druhý o objemu 1,5 litru disponuje výkonem 110 kilowatt. Do vozidel automobilka nabízí na výběr jednu ze tří převodovek, a sice šestistupňovou manuální, dále rovněž šestistupňovou, ale automatickou, a nebo sedmistupňovou automatickou převodovku DSG.
Kola má šestnáctipalcová nebo sedmnáctipalcová se speciálními pneumatikami určenými pro indické prostředí. V obou případech má ale bubnové brzdy.